# Thunderbolt Jack
Thunderbolt Jack er en amerikansk stumfilm fra 1920 af Francis Ford og Murdock MacQuarrie.

## Medvirkende
- Jack Hoxie som Jack Holliday
- Marin Sais som Bess Morgan
- Christian J. Frank som Flint
- Al Hoxie som Bud
- Steve Clemente som Manuel Garcia